# ولی‌الله معظمی
ولی‌الله معظمی سیاست‌مدار ایرانی بود، که در  دوره بیست و دوم  و  دوره بیست و سوم  به‌عنوان نماینده گلپایگان و خوانسار در مجلس شورای ملی حضور داشت.